# Леон Бренсвік
Леон Бренсвік (фр. Léon Brunschvicg; фр.: [leɔ̃ bʁœ̃svik] ; 10 листопада 1869 р — 18 січня 1944) — французький філософ-ідеаліст. У 1893 році разом із Ксав'є Леоном та Елі Галеві заснував часопис Revue de métaphysique et de morale .

## Біографія
Народився в єврейській родині.
У 1895—1900 роках викладав у ліцеї П'єра Корнеля в Руані. У 1897 році він закінчив дисертацію під назвою La Modalité du jugement (Модальності судження). У 1909 році став професором філософії в Сорбонні. Він був одружений із Сесіль Кан, яка активно боролася за виборче право жінок у Франції. Мав з дружиною чотирьох дітей.
Під час викладання в Сорбонні Бренсвік був керівником магістерської дисертації Сімони де Бовуар (про ідеї Лейбніца).
Примушений нацистами покинути свою посаду в Сорбонні, Бренсвік утік на південь Франції, де й помер у віці 74 років. Переховуючись, він написав дослідження про Монтеня, Декарта та Паскаля, які були надруковані у Швейцарії. Він склав підручник з філософії, присвячений своїй онуці, яка була тоді підліткою, під назвою Héritage de Mots, Héritage d'Idées (Спадщина слів, Спадщина ідей). Цей підручник був опублікований посмертно після звільнення Франції. Його переосмислення Декарта стало основою для нового ідеалізму.
Бренсвік визначав філософію як «методичну саморефлексію розуму» і надав центральну роль судженню.
Публікація творчості Бренсвіка була завершена лише нещодавно, після того, як неопубліковані матеріали, що зберігалися в Росії, були повернуті його родині в 2001 році.

## Вибрані праці
- La Modalité du jugement , Париж, Alcan, 1897.
- Spinoza et ses contemporains , Париж, Алькан, 1923.
- L'idéalisme contemporain , Париж, Алькан, 1905.
- Les étapes de la philosophie mathématique , Париж, Алькан, 1912.
- L'expérience humaine et la causalité physique , Париж, Алькан, 1922.
- Le progrès de la conscience dans la philosophie occidentale , Париж, Алькан, 1927.
- La Physique au vingtième siècle , Париж, Герман, 1939.
- La Raison et la religion , Париж, Алькан, 1939.
- Descartes et Pascal, lecteurs de Montaigne , Париж, La Baconnière, 1942.
- Héritage de mots, héritage d'idées , Париж, PUF, 1945.
- Agenda retrouvé , 1892—1942, Париж, Minuit, 1948.
- La philosophie de l'esprit seize lecons professées en Sorbonne 1921-1922 , Париж, PUF, 1949.
- De la vraie et de la fausse conversion , Париж, PUF, 1950.
- Écrits philosophiques I: L'Humanisme de l'occident, Descartes, Spinoza, Kant , Париж: PUF, 1951.
- Écrits philosophiques II: L'Orientation du rationalisme , Париж: PUF, 1954.
- Écrits philosophiques III: Science – Religion , Париж: PUF, 1958.

## Подальше читання
- René Boirel, Brunschvicg. Sa vie, son œuvre avec un exposé de sa philosophie, Paris, PUF, 1964.
- Marcel Deschoux, La philosophie de Léon Brunschvicg, Paris, PUF, 1949.
- Gary Gutting, French Philosophy in the Twentieth Century, Cambridge University Press, 2001.
- Брюнсвік, Леон // Велика українська енциклопедія. URL: https://vue.gov.ua/Брюнсвік,_Леон